# دروموند (نيو برونزويك)
دروموند (بالإنجليزية: Drummond, New Brunswick)‏ هي مستوطنة تقع في كندا في نيو برونزويك. يقدر عدد سكانها بـ 775 نسمة .